# Kajotbet Hockey Games 2013 (sierpień)
18. edycja turnieju Kajotbet Hockey Games została rozegrana w dniach 29 sierpnia-1 września 2013 roku. W turnieju wzięły udział cztery reprezentacje: Czech, Szwecji, Finlandii i Rosji. Każdy zespół rozegrał po trzy spotkania, a łącznie odbyło się sześć spotkań. Pięć spotkań rozegrano w hali ČEZ Aréna w Pardubicach (Czechy), a jeden mecz został zorganizowany w Pałacu Lodowym w Petersburgu (Rosja). Turniej był pierwszym zaliczanym do klasyfikacji Euro Hockey Tour w sezonie 2013/2014.
Zwycięzcą turnieju została reprezentacja Finlandii.

## Terminarz
| 29 sierpnia 2013 | Finlandia | 3:1 | Czechy | ČEZ Aréna, Pardubice |

| Szczegóły      | Szczegóły                                                          | Szczegóły       | Szczegóły          | Szczegóły                                                                   |
| -------------- | ------------------------------------------------------------------ | --------------- | ------------------ | --------------------------------------------------------------------------- |
| Godzina: 17:00 | J. Lehterä (PP) 17:09 P. Jormakka (EQ) 25:51 J. Lehterä (EQ) 29:18 | (1:0, 2:0, 0:1) | 52:29 (EQ) Z. Irgl | Widzów: 4 360 Sędzia główny: Antti Boman Sędziowie liniowi: Mikko Kaukokari |
| Godzina: 17:00 | 16 min.                                                            |                 | 6 min.             | Widzów: 4 360 Sędzia główny: Antti Boman Sędziowie liniowi: Mikko Kaukokari |

| 29 sierpnia 2013 | Rosja | 2:0 | Szwecja | Pałac Lodowy, Petersburg |

| Szczegóły      | Szczegóły                                     | Szczegóły       | Szczegóły | Szczegóły                                                                             |
| -------------- | --------------------------------------------- | --------------- | --------- | ------------------------------------------------------------------------------------- |
| Godzina: 17:30 | J. Kuzniecow (EQ) 48:09 J. Awierin (EQ) 59:11 | (0:0, 0:0, 2:0) |           | Widzów: 12 300 Sędzia główny: Wjaczesław Bułanow Sędziowie liniowi: Konstantin Olenin |
| Godzina: 17:30 | 10 min.                                       |                 | 12 min.   | Widzów: 12 300 Sędzia główny: Wjaczesław Bułanow Sędziowie liniowi: Konstantin Olenin |

| 31 sierpnia 2013 | Rosja | 0:2 | Finlandia | ČEZ Aréna, Pardubice |

| Szczegóły      | Szczegóły | Szczegóły       | Szczegóły                                     | Szczegóły                                                                |
| -------------- | --------- | --------------- | --------------------------------------------- | ------------------------------------------------------------------------ |
| Godzina: 13:00 |           | (0:1, 0:1, 0:0) | 07:17 (EQ) S. Salminen 29:04 (EQ) P. Jormakka | Widzów: 2 405 Sędzia główny: Martin Fraňo Sędziowie liniowi: Pavel Hodek |
| Godzina: 13:00 | 12 min.   |                 | 22 min.                                       | Widzów: 2 405 Sędzia główny: Martin Fraňo Sędziowie liniowi: Pavel Hodek |

| 31 sierpnia 2013 | Czechy | 0:3 | Szwecja | ČEZ Aréna, Pardubice |

| Szczegóły      | Szczegóły | Szczegóły       | Szczegóły                                                       | Szczegóły                                                                            |
| -------------- | --------- | --------------- | --------------------------------------------------------------- | ------------------------------------------------------------------------------------ |
| Godzina: 17:00 |           | (0:2, 0:0, 0:1) | 10:37 (PP) P. Åslund 16:26 (PP) P. Åslund 58:17 (EQ) N. Persson | Widzów: 4 518 Sędzia główny: Wjaczesław Bułanow Sędziowie liniowi: Konstantin Olenin |
| Godzina: 17:00 | 6 min.    |                 | 6 min.                                                          | Widzów: 4 518 Sędzia główny: Wjaczesław Bułanow Sędziowie liniowi: Konstantin Olenin |

| 1 września 2013 | Szwecja | 0:5 | Finlandia | ČEZ Aréna, Pardubice |

| Szczegóły      | Szczegóły | Szczegóły       | Szczegóły                                                                                                   | Szczegóły                                                                  |
| -------------- | --------- | --------------- | --- | -------------------------------------------------------------------------- |
| Godzina: 13:00 |           | (0:1, 0:3, 0:1) | 10:31 (EQ) L. Komarov 21:39 (PP) O. Osala 33:31 (EQ) S. Salminen 37:15 (EQ) P. Jormakka 58:58 (PP) O. Osala | Widzów: 3 757 Sędzia główny: Antonín Jeřábek Sędziowie liniowi: Jan Hribik |
| Godzina: 13:00 | 15 min.   |                 | 15 min. | Widzów: 3 757 Sędzia główny: Antonín Jeřábek Sędziowie liniowi: Jan Hribik |

| 1 września 2013 | Czechy | 2:1 | Rosja | ČEZ Aréna, Pardubice |

| Szczegóły      | Szczegóły                                       | Szczegóły       | Szczegóły             | Szczegóły                                                                        |
| -------------- | ----------------------------------------------- | --------------- | --------------------- | -------------------------------------------------------------------------------- |
| Godzina: 17:00 | R. Červenka (EQ) 23:35 J. Petružálek (EQ) 53:15 | (0:0, 1:1, 1:0) | 39:45 (EQ) J. Awierin | Widzów: 7 315 Sędzia główny: Mikael Sjöqvist Sędziowie liniowi: Morgan Johansson |
| Godzina: 17:00 | 10 min.                                         |                 | 10 min.               | Widzów: 7 315 Sędzia główny: Mikael Sjöqvist Sędziowie liniowi: Morgan Johansson |

## Klasyfikacja
| Poz. | Zespół    | M | Pkt | Z | WpD | PpD | P | G+ | G- | +/- |
| ---- | --------- | - | --- | - | --- | --- | - | -- | -- | --- |
| 1    | Finlandia | 3 | 9   | 3 | 0   | 0   | 0 | 10 | 1  | +9  |
| 2    | Rosja     | 3 | 3   | 1 | 0   | 0   | 2 | 3  | 4  | -1  |
| 3    | Szwecja   | 3 | 3   | 1 | 0   | 0   | 2 | 3  | 7  | -4  |
| 4    | Czechy    | 3 | 3   | 1 | 0   | 0   | 2 | 3  | 7  | -4  |

## Klasyfikacje indywidualne
- Klasyfikacja strzelców:  Pekka Jormakka – 3 gole
- Klasyfikacja asystentów:  Sami Lepistö – 3 asysty
- Klasyfikacja kanadyjska:  Jori Lehterä – 4 punkty